# Pueblos indígenas de Honduras

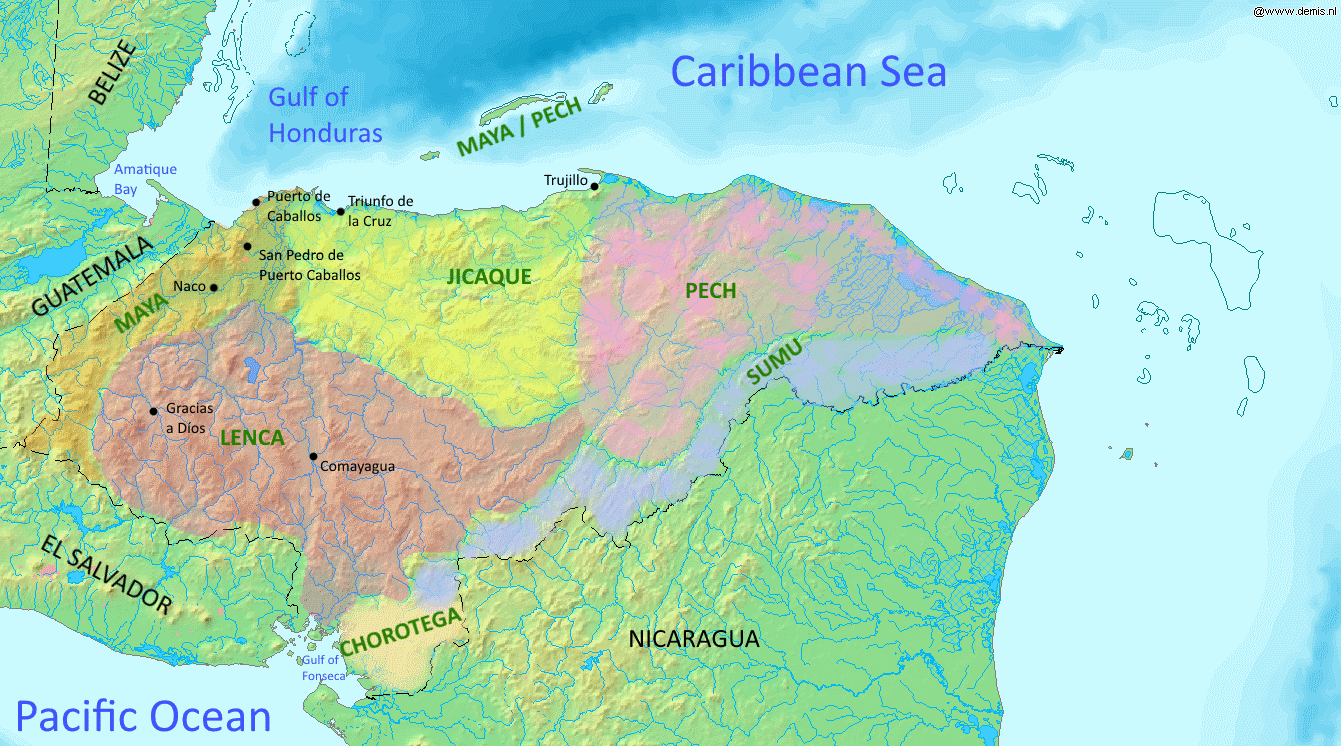
Mapa hipotético de la extensión de los principales grupos indígenas de Honduras para el.

El territorio de la actual de Honduras ha sido habitado desde hace más de veinte mil años por diferentes culturas. Hoy existen siete pueblos indígenas y dos pueblos afrodescendientes en el país. No obstante, se tiene estudios de que en Honduras habitaron diversos grupos indígenas que fueron desapareciendo tras la conquista de América y el desastre demográfico que esta supuso en el continente. Algunos de los grupos y tribus indígenas que han desaparecido de Honduras son los papayecas, tahuas, albatunas, guajiquiros, jaras, taupanes, etc. como el cuadro de estructuras de los tolupanes, misquitos, lencas, chortis etc.

## Mayas

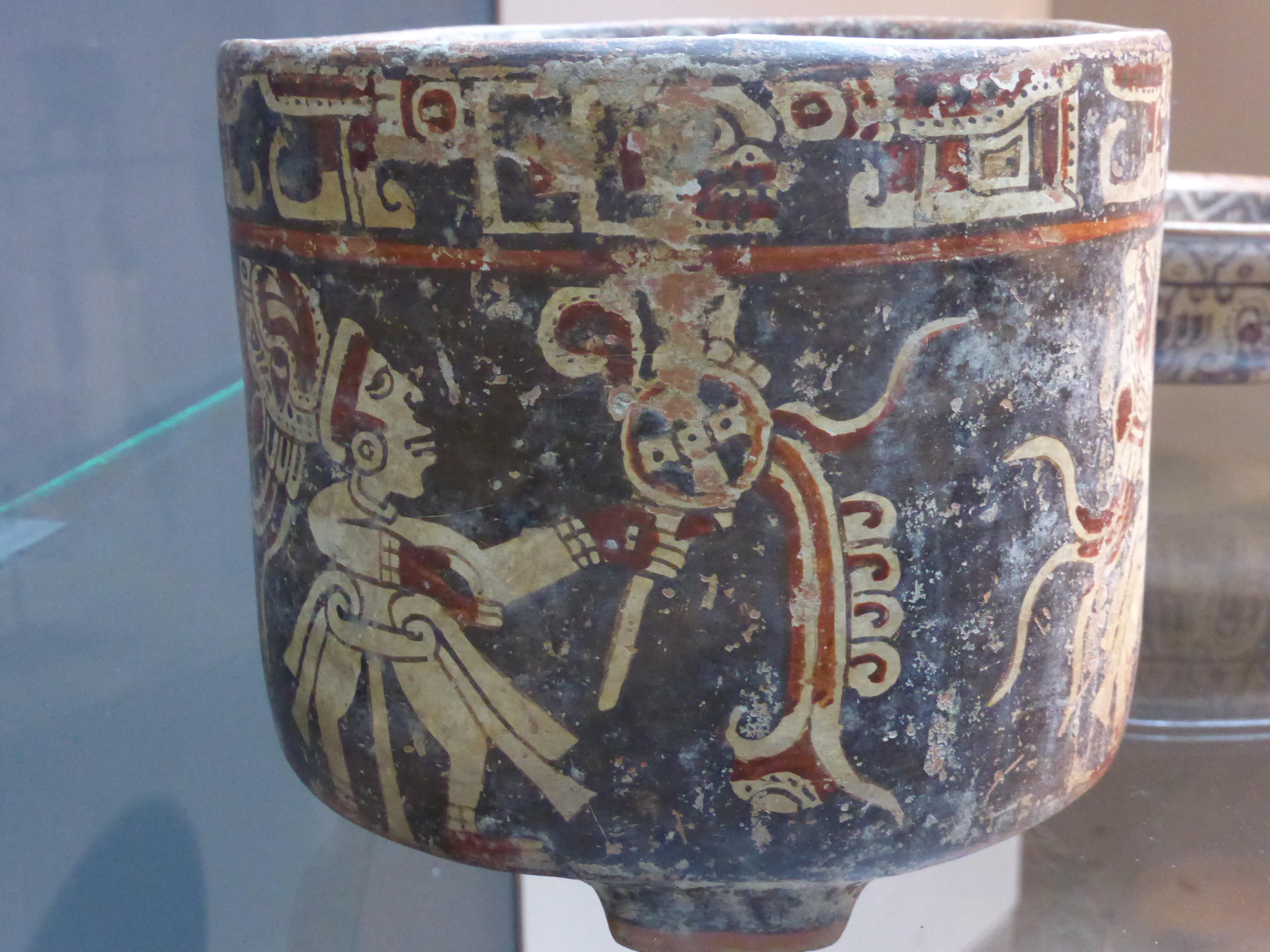
Vasija Maya hondureña del área conocida como cultura Maya-Ulúa.

La civilización maya se asentó en el occidente de Honduras fundando grandes centors urbanos. Esta cultura se desarrolla en suelo hondureño entre los siglos V d. C. y XI d. C. Alrededor del año 426 d. C. se establece la ciudad de Copán como la metrópoli dominante en Honduras que terminaría de conquistar a otros centros mayas del contexto hondureño como el Puente y Río amarillo, después de la conquista del rey Kinich I, de la dinastía Yax Kuk Mo, apoyada por Tikal e influenciada por Teotihuacán. 

## Lencas

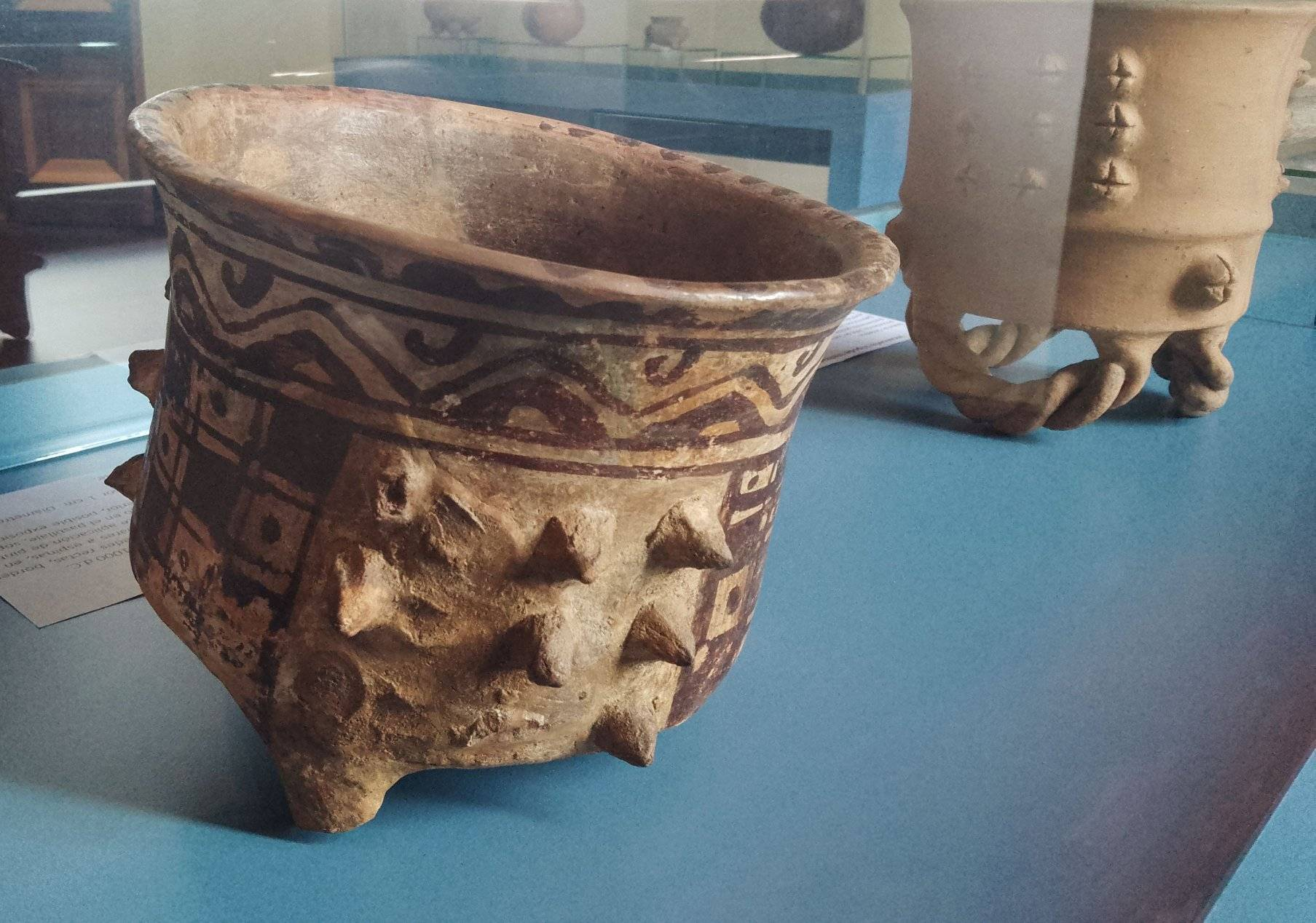
Vasijas Lencas del Sitio arqueológico de Tenampúa.

Los lencas son un grupo étnico mesoamericano originario del centro de Honduras el cual tiene su propio idioma, que ocupó parte del territorio de Honduras y El Salvador aproximadamente desde el periodo preclásico.

### Lengua
Su lengua, el lenca, se considera una lengua en desuso. Su localización geográfica se encuentra entre los departamentos occidentales de Honduras, como lo son: Lempira, Intibucá, La Paz, asimismo se encuentran en menor cantidad en los céntricos departamentos de: Santa Bárbara, Comayagua, Francisco Morazán y Valle.

## Chortís
Los maya chortís ya se encontraban antes de la llegada de los españoles. Habitan a ambos lados de la frontera entre Guatemala y Honduras. Cultural y lingüísticamente emparentados con los chontales de Tabasco y con los choles de Chiapas, son considerados los descendientes directos de los mayas que se asentaron en el oeste de Honduras y construyeron la ciudad de Copántl (actualmente Copán Ruinas), famosa por sus estelas y su juego de pelota, que la distinguen, además de sus pirámides truncadas que también se encuentra en otras ciudades mayas, y son cercanos al grupo étnico chol que habita en Chiapas, México.

### Ubicación
Ocupaban el ángulo suroeste del actual territorio de Honduras, actualmente ocupan el departamento de Copán y Ocotepeque en el occidente del país.

### Tradición
El campesino con tradición chortí esta estrechamente unido a su familia, a la tierra y a la vecindad que ha vivido siempre a partir del cultivo del maíz, que es la base de su alimentación hasta fecha reciente.

### Lengua
En la actualidad se estima un total de 4,200 habitantes y se encuentran en los municipios de Copán Ruinas, El Cedral, Potrerillos, Buenos Aires, Llanetillos, Hacienda Grande, El Quebracho, El Arrizalito, El Tigre, Carrizalón, etc.

## Isleños

### Historia y Origen
Las Islas de la Bahía están compuestas por islas mayores llamadas Utila, Roatán y Guanaja y sus islas menores o islotes llamados Morat, Barbareta, Santa Elena y Cayos Cochinos. Están ubicados en la costa norte de Honduras.

### Ubicación
Departamento de Islas de la Bahía, en el Mar Caribe.

### Costumbres
Bailes exóticos y comidas típicas.

### Lengua
Su lengua es el inglés criollo. Importado desde Inglaterra e Irlanda desde la época en la que los piratas y corsarios poseyeron estas tierras, cuando atacaban a los barcos del Imperio español.

## Tawahkas

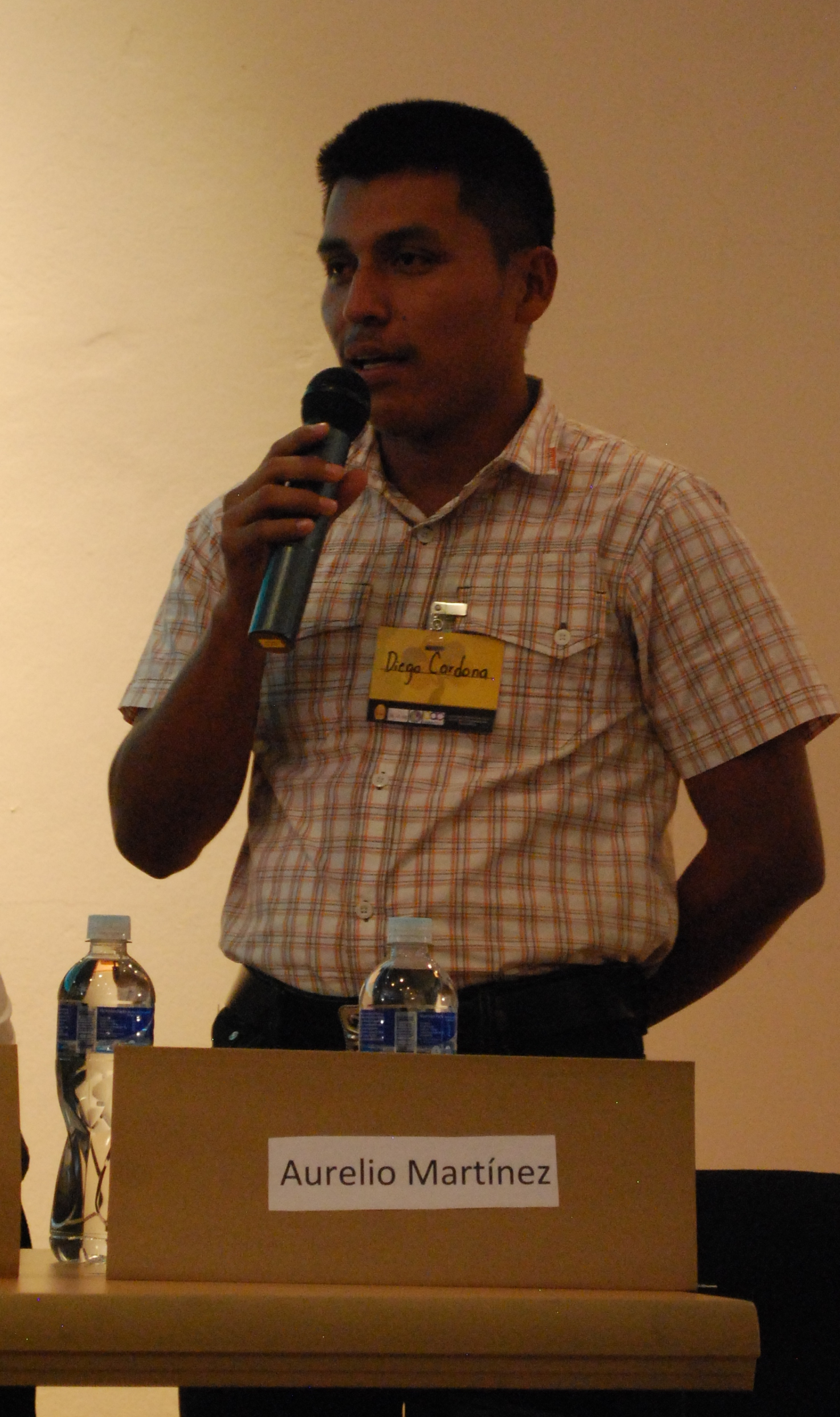
Diego Cardona representa a los Tawahka en un congreso en la Universidad Nacional Autónoma de Honduras.

### Ubicación
Los tawahkas son uno de los grupos indígenas que habitan en las riveras del río Patuca. en el departamento de Gracias a Dios y parte del departamento de Olancho en Honduras y en la Costa Atlántica de Nicaragua. La región que comprende el departamento de Gracias a Dios se conoce como La Mosquitia.
Tierra adentro de la costa de La Mosquitia viven los tawahkas. La mayoría de ellos reside en la aldea de Krausirpe, ubicada en la margen derecha del Patuca (viniendo río arriba desde Wampusirpe) y en la desembocadura del río Wampú. La única vía de comunicación de esta comunidad es el río Patuca.
En la Reserva Tawahka, existen de 800 a 1 000 tawahkas, aunque es imposible precisar un número exacto, pues desde 1974 no se han efectuado censos poblacionales sobre las comunidades indígenas del país. En total, se estima que su número (los de Nicaragua y Honduras juntos) es de 14,000, aproximadamente.
Sin embargo, las siete comunidades que constituyen este grupo en Honduras: Krausirpe, Krautara, Dimikian, Yapuwas, Kamakasna, Wasparasn, Santa Marta y Odilio Parada, albergan 93,704 personas, distribuidas de la siguiente manera:
| Nombre Localidad | Número de casas |
| ---------------- | --------------- |
| Kausirpi         | 58 390          |
| Krautara         | 10 110          |
| Dimikian         | 440             |
| Yapuwas          | 632             |
| Kamakasna        | 557             |
| Wampusirpi       | 210             |
| Santa Marta      | 865             |
| Total            | 93 704          |

Krausirpi y Krautara son las aldeas tawahkas más grandes localizadas sobre los márgenes del río Patuca. Aunque los Tawahkas habitan esta zona desde hace ya varios siglos, Krausirpi, la principal aldea Tawahka, fue fundada en 1938 por el último cacique tawahka (Claudio Cardona).
Hasta 1948, el principal asentamiento tawahka era Yapuwas, caserío que abandonaron debido a una peste que azotó y diezmó la población sumado a las presiones ejercidas por las autoridades del Departamento de Olancho. Se cree que el éxodo de los tawahkas radicados actualmente en Krausirpi lo iniciaron, en forma paulatina, tres familias. La peste que azotó Yapuwas, según los relatos tawahkas, era un extraño mal que mataba de tres a cuatro nativos diariamente, salvándose aquellas personas que abandonaron el lugar.

### Costumbres
Entre las costumbres que practican los tawahkas esta la llamada mano vuelta que consiste en ayudarse mutuamente en la siembra y recolección de los productos.
La situación de la salud es crítica. Esta es otra de las causas por las cuales este grupo es cada vez más reducido.No existen centros médicos que atiendan las necesidades mínimas de salud en esas comunidades.
Un 98% de los tawahkas son católicos. El cacao, la madera y la extracción de oro son fuentes principales de ingresos.

### Lengua
Según estudios consultados, la lengua tawahka y la misquita son bastante semejantes en su estructura morfológica y sintáctica, aunque no tienen mucho léxico en común. Ambas lenguas pertenecen al grupo macro-chibcha, grupo lingüístico de origen sudamericano. Se supone que en fechas muy lejanas los antepasados de los tawahkas, misquitos y los ramas (otro grupo emparentado), emigraron desde lo que hoy es Colombia pasando por el istmo de Panamá. Los tawahkas llaman a su lengua twhaka, que muestra una similitud con la denominación que, a principios del siglo XVII los españoles dieron a los indios de la zona del Guayape-Guayambre: tahuajcas.

## Tolupanes
Al pueblo tolupán se le conoce peyorativamente como "xicaques", pero su nombre auténtico es tolupanes. El término de xicaques fue utilizado por los colonizadores para referirse a los diferentes indígenas rebeldes no cristianizados, ubicados en la región nororiental del territorio hondureño, no conquistado por la corona española, denominada “la Taguzgalpa”.

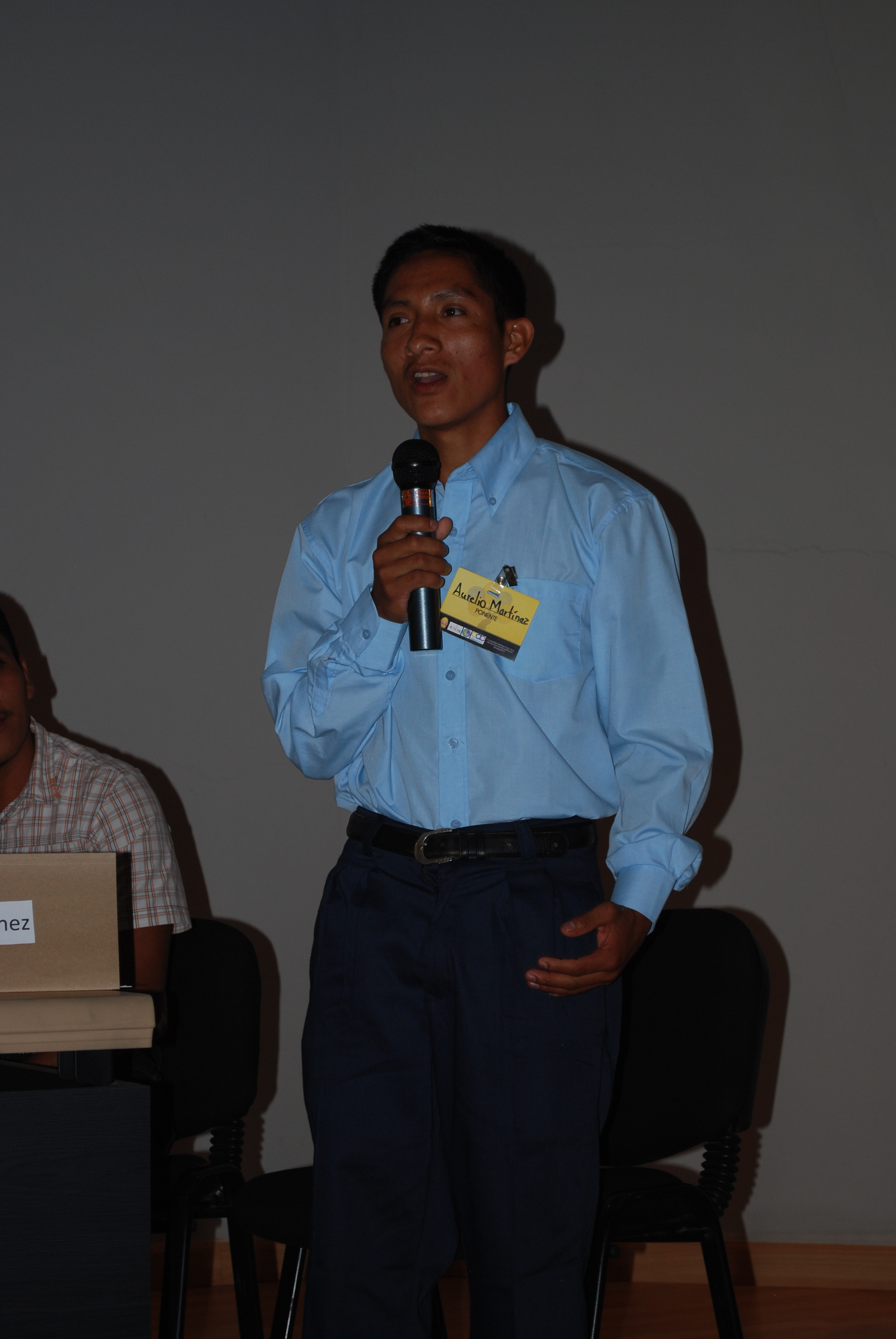
Aurelio Martínez representa a los Tolupanes en un congreso en la Universidad Nacional Autónoma de Honduras

### Origen e historia
Los Tolupanes en el país opusieron resistencia durante la conquista de Honduras, lucharon para evitar ser privados de su libertad, su cacique en ese entonces era Cicumba, quien opuso resistencia a las fuerzas españolas dirigidas por Pedro de Alvarado en 1536 en la zona del río Ulúa y el valle de Sula. Luego de ser derrotada resistencia tolupana fue aprisionada junto al rey Cicumba, se les dejó morir por hambre. Las demás tribus restantes continuaron habitando sus poblados originarios.
En ese entonces eran cazadores-recolectores, cultivaban yuca amarga y, comerciaban maíz y el cactus que produce la cochinilla, utilizaban canoas monóxilas para transportar sus productos comerciales.
Durante el siglo XVI, el término jicaque (a veces escrito xicaque o hicaque) parece haber sido utilizado por los mexicanos para designar a los habitantes originales no-mexicanos de Honduras, luego fue aplicado más ampliamente a cualquier grupo no-converso u hostil de la zona hacia el sur, hasta Nicaragua y Costa Rica. A pesar de la confusión en el uso de los términos xicaque y jicaque, Greenberg y Swadesh han identificado el jicaque como una lengua distinta perteneciente al tronco lingüístico Hokan-Sioux. El término Jicaque o Xicaque, como en la actualidad se determina este grupo, tiene también denominaciones como la de "tol", tolupán, torrupán. Actualmente en Honduras se usa el término tolupán, para definir a este grupo étnico.
Si retrocedemos en el tiempo, encontramos que este grupo tenía como frontera el Valle de Sula. Evidencias lingüísticas del siglo XVI, muestran que el Valle de Sula era punto de reunión entre los mayas y tolupanes, cuya cultura era menos compleja que la de los mesoamericanos (los mayas) y típico de los pueblos centroamericanos (todos los que no eran mayas).
Las ubicaciones de los tolupanes en el inicio de la colonización española está sujeta a discusión. Los cálculos más conservadores los ubican desde la desembocadura del río Ulúa hasta las inmediaciones de Trujillo, haciendo de frontera hacia el interior del país (aproximadamente) lo que hoy son los límites norteños de los departamentos de Comayagua, Francisco Morazán y Olancho. Por los rasgos históricos y etnográficos disponibles, se deduce que los tolupanes durante la época prehispánica, constituían un grupo cazador-recolector que se dispersaba por una amplia región y que su re-plegamiento hacia las zonas más abruptas del interior de la plataforma del Caribe de Honduras se debe a la captura y explotación de que fueron objeto por parte de los conquistadores.
Mientras culturalmente, los tolupanes se parecían a los sumos, payas y misquitos, diferían de ellos lingüísticamente... Chapman, citando al lingüista Bright, asegura que representan uno de los mayores enclaves sureños del tronco Hokan. Los antropólogos y lingüistas que han estudiado la lengua, torrupán, entre ellos la antropóloga Chapman, le calculan 5000 años de antigüedad. Ellos relacionan la lengua tolupán (torrupán) con la familia norteamericana Hokana. Sin embargo, la discusión sobre el origen de esta lengua no parece estar cerrada. Por otra parte, se han entablado polémicas sobre el origen de los tolpan y, tomando en consideración sus rasgos lingüísticos, los sitúan emparentados con la familia Chibcha-Penutia, de origen sudamericano; o simplemente afirman que se trata de una lengua independiente y aislada. De lo que no cabe duda, a partir del dato lingüístico, es que nos encontramos con un grupo indígena antiguo, muy anterior a la civilización maya que supo, en medio de las transformaciones culturales del entorno mantener cierta identidad hasta épocas recientes.
En medio de todo este panorama histórico etnográfico, lo que podemos decir es que los tolupanes padecieron de un modo especial las primeras etapas de la conquista españoles caracterizada en Honduras por un fuerte tráfico de esclavos hacia las islas mayores del Caribe y por el trabajo forzado. La persecución que se desató contra ellos durante la colonización los obligó a refugiarse en las selvas y montañas de la región centro-norte del país, manteniéndose dispersos y alejados del resto de la sociedad, lo que hizo que los tolupanes se convirtieran en casi nómadas y no lograran desarrollar una arquitectura propia. A través del tiempo han tenido que adaptarse a lo que las circunstancias les han presentado. Originalmente vivieron a la orilla del mar, a la orilla de ríos, luego huyeron tierra adentro y, por último, emigraron a las montañas.
Desde el siglo XV hasta la actualidad han ocupado sus tierras originales en los departamentos de Olancho, Yoro y Atlántida. Hoy en día tienen una "reserva" en la Montaña de la Flor en Francisco Morazán. Las tierras que ocupan los tolupanes son un 60% tierras forestales, un 30% tierras dedicadas a la ganadería y un 10% tierras de uso agrícola.[cita requerida]
En los documentos coloniales se usan la palabra jicaque para gente indígena no bajo el dominio español, pero en su mayoría no son miembros de este grupo indígena, ni habladores de la lengua Tol. Los términos jicaque o xicaque son un peyorativo pues en quiché significa ' caníbal, indio salvaje'. Sus caciques actuales son Cipriano y Tomás Martínez. En 1855 había 7.000 xicaques en Yoro, tres años después eran apenas 3.000 más otros mil en Santa Bárbara inisiar los documentos coloniales y forestales como olancho y yoro lugares que habitan los indijenas que nunca bajan el dominio español

### Ubicación
El pueblo Tolupan se encuentra ubicado en el Departamento de Yoro precisamente en los Municipios de Morazán, El Negrito, Victoria, Yorito, Yoro, Olanchito y en el Departamento de Francisco Morazán, en los Municipios de Marale y Orica.

### Cultura
Diversos autores han escrito sobre el pueblo tolupán, entre ellos destacan la antropóloga Anne Chapman con el libro "Los hijos de la muerte; el universo mítico de los Tolupanes". Por medio de la convivencia con este pueblo la autora recopila mitos, costumbres y tradiciones de los Tolupanes de Yoro.

### Población actual y localización
Los Tolpanes están constituidos en 28 tribus distribuidas en seis municipios del departamento de Yoro, más dos tribus emigradas el siglo antepasado a la Montaña de la Flor, municipio de Orica, Francisco Morazán.
Por la ubicación de las tribus en territorios de difícil acceso, en algunos casos, es imposible precisar la información. En un principio se conocían 21 tribus pero, a partir de la segunda mitad de la década de los ochenta, la FETRIXY (Federación de Tribus Xicaques de Yoro) comenzó a realizar un reconocimiento en la zona, ya que se constató la existencia de un buen número de pequeños grupos tribales que se separaron de las tribus reconocidas, por distintas razones, y formaron grupos aislados en las montañas. Por el contacto con los españoles y por el continuo contacto con los ladinos, los tolupanes han perdido aceleradamente muchos valores y costumbres ancestrales, proceso que ha afectado, especialmente, su lengua materna (el tol).
En el departamento de Yoro se localizan las tribus de: Plan Grande, Anisillos, Matadero, Santa Marta, Subirana, El Tablón, El Pate, El Palmar, Lagunitas, La Pintada, Luquigüe, Mina Honda, San Esteban, Candelaria, Las Vegas, Agua Caliente, Zapotal, San Francisco de Locomapa, El Siriano, Jimía, La Bolsita, Guajiniquil, Santa Rosita y Placencia; tres tribus en la Montaña de La Flor y una en el municipio de Marale, Departamento Francisco Morazán.
La población tolupán la establecemos aproximadamente, en unos 19300 individuos, solo los que habitan en la Montaña de La Flor conservan su lengua materna. Es necesario señalar que la cultura tolupán es similar a la de los tawahkas, misquitos y pech, por ser una "cultura de la selva tropical" cuyas características según A.Chapman, son: asentamientos semi-permanentes, casas multifamiliares, agricultura rudimentaria, caza (con arco, cerbatana) y pesca. Cestería, poca alfarería y calabazas. Ropa de corteza (en la actualidad, la vestimenta se ha latinizado), sociedad igualitaria gobernada por caciques (ahora regida por asambleas de ancianos y shamanes). Utilización de bebidas (chicha) en bodas y funerales. Dispersos en el interior de las montañas, los caseríos son pequeños y casi todos sus habitantes son familiares.

### Aspecto cultural
Las manifestaciones culturales cosmogónicas han desaparecido, salvo en la tribu de la Montaña de La Flor. Hay ausencia casi absoluta de manifestaciones artísticas. La lengua tol se encuentra en estado de supervivencia; la hablan en forma aislada solo una porción de las personas adultas, solo en cuatro de las tribus mencionadas se encuentran todavía personas que la hablan. En muchas otras tribus se perdió desde la generación pasada o la antepasada, encontrándose algunos ancianos que recuerdan ciertas palabras que intercambiaban con sus madres. Dando una cifra aproximada, podríamos decir que el tol lo hablan unas 700 personas; el mayor número de hablantes está en la tribu de la Montaña de La Flor, con unas 410 personas; el resto, esta disperso, en las demás tribus, donde lo hablan solamente las personas de edad avanzada. La mayoría de la población india no habla su lengua. Las presiones discriminatorias ejercidas por los ladinos mediante burlas, imprecaciones y recriminaciones contra los torrupanes por la forma en que hablan el español, ha hecho que los indios se preocupen más por mejorar el español que trasmitir su lengua a las nuevas generaciones.
Las prácticas culturales, ceremonias y ritos de transición (nacimiento, adolescencia, muerte) han desaparecido. Los tolupanes de la Montaña de la Flor tienen la costumbre de velar a sus muertos en la cocina durante 24 horas, los tolupanes comen su alimento diario y beben café. No utilizan cajas para el entierro, el cadáver es envuelto en las mantas que ocupaba para dormir y así es enterrado. Sus pocas pertenencias son depositadas en la fosa. A diferencia de los ladinos, los tolupanes de la Montaña de La Flor no lloran a sus muertos durante la velación, nadie hace comentario alguno; simplemente reflexionan sobre lo que fue el difunto en vida. La ropa que en la actualidad usan, la obtienen a través del comercio con los ladinos y solo en la Montaña de La Flor, se encuentran tolupanes que aún usan su traje tradicional llamado "balandrán". A pesar de sufrir una sustancial modificación de muchos elementos culturales y sociales, los tolupanes tienen conciencia de su pasado y paulatinamente, se integran al proceso de desarrollo nacional. Su economía es de subsistencia, combinada con los estratos dominantes al interior de las tribus: los indios ricos y pequeños productores (economía mercantil simple). La economía tolupán vive un largo proceso de transición entre lo tradicional y lo moderno.

### Aspecto religioso
Los tolupanes no son extremadamente religiosos, tal vez porque lo han olvidado por falta de práctica o, simplemente, como una reacción a su situación de sometimiento durante 500 años. Además que los españoles no le dieron mucha importancia a la evangelización de estos "indios salvajes". En la actualidad prácticamente han olvidado su religión ancestral. A excepción de los tolupanes de la Montaña de La Flor donde todavía persisten muchas de las creencias ancestrales y juegan un papel importante en su cosmovisión, pero por la presencia de misioneros evangelizadores en la zona, ellos temen hablar de sus creencias.

### Estructura organizativa
La familia no difiere aparentemente, de las familias ladinas del sector. Se encuentran sin embargo, en algunas tribus, ciertos rasgos que pueden sugerir características familiares ancestrales: la presencia durante el parte, remite a una figura paterna reforzada con aspectos ceremoniales. La tendencia a construir la casa cerca de la de los parientes más próximos recuerda sistemas de familia ampliada que, sin duda fueron mucho más evidentes en las antiguas culturas cazadoras de la época precolombina. Pese al fuerte proceso de latinización, en la actualidad los tolupanes son el grupo étnico mejor organizado dentro del contexto nacional. Están organizados en tribus y éstas a su vez pueden abarcar un número diverso de caseríos y aldeas. También hay tribus de un solo caserío.
Entre los tolupanes, el tipo de tenencia de la tierra es muy particular, dado que nadie la posee a título individual. Cada indígena tiene derecho a cercar su parcela y trabajarla; aunque no puede venderla, puede cercar la extensión que es capaz de trabajar, variando de 2-3 manzanas. Esta característica de la tenencia de la tierra esta vigente a pesar de que algunos caciques y cafetaleros se han agenciado más, despojando a muchas tribus de sus tierras.

### Aspecto socioeconómico
Los tolupanes producen especialmente, granos básicos (maíz, frijoles, café) y explotan secundariamente recursos naturales silvestres con raíces y madera. La organización del trabajo es fundamentalmente individual. En ninguna tribu existe el cultivo comunal. Si bien la agricultura es de subsistencia, hay casos de indígenas que comercializan alguna cantidad de café, negocio típicamente ladino, cultivos de frijoles, maíz y casos aislados de venta de frutas, de verdura y yuca.
Los tolupanes pueden contarse entre los indígenas que han desarrollado un amplio conocimiento en cuanto al manejo de las abejas productoras de miel. Son especialistas en detectarlas y domesticarlas, cuando están en la montaña. Esta labor se inicia con el traslado de las larvas o huevos de la colmena silvestre a un trozo ahuecado y sellado en sus extremos, dejando únicamente el grupo de entrada y salida de las abejas. Se deja por unos días próximos al lugar de donde se extrajo y luego se traslada al patio de las viviendas.

### Lengua
La lengua que hablaban los Tolupanes durante el siglo XVIII era el xicaque. Ahora se le conoce como tolupán.

## Pech

### Origen e historia
Los pech se encuentran localizados en los departamentos de Olancho, Colón y Gracias a Dios. Ocupaban la región central de La Mosquitia hondureña y el noreste del departamento de Olancho, la región situada entre los 83.10 y 86 grados de longitud oeste del meridiano de Greenwich.
El territorio pech es muy desigual y montañoso. Es cruzado por varias de las importantes serranías que son ramales de la sierra de Agalta, con orientación de suroeste a noreste, entre el departamento de Olancho y Colón, e incluye las montañas de El Boquerón, separadas por el Valle del río Telica y las montañas de El Carbón, las de los ríos Sico y Paulaya, separando los municipios de San Esteban y Culmí, que dan origen a los ríos Wampú y Paulaya, así como a los afluentes del río Sico.
Se han realizado pocos estudios sobre este pueblo indígena. En la época precolombina, vivían en la parte central de La Mosquitia hondureña y en el noroeste del departamento de Olancho y, hasta la última mitad del siglo XVII, ocupaban toda la comarca entre los ríos Aguán, Patuca y el mar; eran además, dueños del litoral de la región de Caratasca hasta el cabo de Gracias a Dios, frontera con Nicaragua.
A mediados del siglo pasado, los pech se encontraban diseminados en el departamento de Olancho, en los poblados de Dulce Nombre de Culmí, El Carbón, El Pajal, Pukira, en el curso superior del río Wampú, la parte alta del río Aguán y los bajos del río Patuca. Algunos se habían desplegado hacia el departamento de Colón y Gracias a Dios, es decir, toda la comarca entre los ríos Aguán y Patuca.
En la biosfera del río Plátano, sección correspondiente al departamento de Gracias a Dios, existen pequeñas comunidades pech y asentamientos dispersos a lo largo de la mitad del río, entre Las Marías y Waiknatara. En la comunidad de Las Marías, donde son una minoría, se han mezclado con los misquitos y garífunas, pero los más viejos conservan parte de sus costumbres y hablan su lengua; los contactos más recientes con la economía costera, dominada por los misquitos, ha traído como consecuencia que la mayoría de ellos hablen misquito y estén perdiendo la lengua materna. Los niños, por ejemplo, aprenden español en la escuela de Las Marías, hablan misquito con sus compañeros, pero aunque comprenden pech, no lo hablan.

### Lengua
Ellos se autodenominan "pech" que significa "gente", término que es usado para referirse solamente a ellos; para el resto de la población utilizan los términos "Pech-akuá" (la otra gente) o "Bulá" que quiere decir ladino. Lehmann y Greenberg consideran que la lengua Pech deviene del "Chibcha", aunque algunos otros lingüistas la consideran como una legua aislada.

## Misquitos

### Origen e Historia
Descendientes de las tribus Chibchas, la población misquita es descendiente de las tribus chibchas, quienes, vivieron en los bosques bajos del norte de América del Sur antes de la llegada de los europeos. El nombre misquito, posiblemente provenga o este relacionado al “mosquete” que era el fusil introducido por los ingleses y que se negociaba en aquella costa.
El origen de los misquitos como grupo étnico, no está claro. Los misquitos mismos y muchos estudiosos consideran que ellos siempre han sido misquitos.
Algunos autores, coinciden en que el pueblo misquito surgió en el siglo XVII, en una mezcla social y biológica de bawinkas, Tawahkas (sumos), africanos y Europeos. Linda Newson afirma que no existen referencias a los misquitos y al parecer éstos surgieron a inicios del período colonial, emergiendo durante el siglo XVII. La referencia más temprana a los misquitos según Newson, la hace el bucanero Exquemelin, quien, en 1672, observó que formaban una pequeña nación de 1600 a 1700 habitantes. En 1681, Dampier, haciendo un estimado más conservador, observó que, No son más que una pequeña nación o familia, y no hay 100 hombres de ellos en número, habitando la tierra firme al norte, cerca del cabo Gracias a Dios; entre el cabo Honduras y Nicaragua.
Se ha sugerido, y parece probable, que los misquitos sean un grupo puramente histórico que se originó en la mezcla de indígenas Sumos con negros que naufragaron en los Cayos Mosquitos en 1641. En 1711, el Obispo de Nicaragua describió así el origen de los “zambos o Misquitos”. En el año de 1641 se perdió un navío cargado de negros en la costa del mar del norte y en la parte entre la boca del río San Juan, provincia de Nicaragua y la ciudad de Trujillo provincia de Honduras.
Recogiese la tercera parte de los negros y los demás se retiraran y guarecieron entre las malezas de aquellas montañas ocupadas por indios caribes que, celosos y recelosos de aquellos nuevos huéspedes, les hicieron guerra. Vencieron con el tiempo los negros a los caribes, retirándose estos montaña adentro hacia las tierras de Segovia y Chantales… Quienes hoy día tienen fiera enemistad con ellos… con las mujeres de los vencidos de fueron multiplicando los vencedores, y, porque ya murieron aquellos primeros huéspedes se llaman hoy sus descendientes Zambos por ser hijos de negros y de indios.

### Origen
Anteriormente había una tribu o raza que se llamaba Tawira (que significa pelo largo y negro) y ellos se mezclaron con los ingleses y otras razas humanas de donde surgió el misquito.
El nombre misquito viene de la palabra miskitu-upla (Jefe de la gente de pelo largo) pero se lee Miskitu y después le dieron el nombre de orlin sanchez al jefe de los misquitos..

### Lengua
Es un grupo étnico mesoamericano que tiene su propio idioma, que ocupó parte del territorio de Honduras y El Salvador desde tiempos precolombinos.
En tiempos de la conquista española solamente tres lencas son nombrados en los documentos de esa época:
- Mota: Lideró a los caciques lencas que defendieron de los españoles el entorno del asentamiento de Gracias a Dios, en el actual departamento de Lempira.[6]
- Entepica: Fue cacique de Piraera y Señor de Cerquín;
- Lempira: Organizó una guerra de resistencia que duró cerca de doce años y que terminó con su muerte en 1537

La religión nativa de los lencas era una religión politeísta que veía la realidad desde un punto de vista animista, creía en el nahualismo y los dioses estaban organizados jerárquicamente.